# Saint-Santin-Cantalès
Saint-Santin-Cantalès – miejscowość i gmina we Francji, w regionie Owernia-Rodan-Alpy, w departamencie Cantal.
Według danych na rok 1990 gminę zamieszkiwały 302 osoby, a gęstość zaludnienia wynosiła 9 osób/km² (wśród 1310 gmin Owernii Saint-Santin-Cantalès plasuje się na 553. miejscu pod względem liczby ludności, natomiast pod względem powierzchni na miejscu 160.).